# Emoia adspersa
Emoia adspersa är en ödleart som beskrevs av  Franz Steindachner 1870. Emoia adspersa ingår i släktet Emoia och familjen skinkar. IUCN kategoriserar arten globalt som starkt hotad. Inga underarter finns listade i Catalogue of Life.